# Вероятные запасы
Вероя́тные запа́сы — в классификации, принятой в США и ряде других развитых стран, экономический показатель, отражающий величину запасов полезных ископаемых, которые могут быть оценены на основе геологических предпосылок и теоретических построений, применительно к конкретному месторождению, компании и т. д. Как правило, этот термин применяется в отношении запасов углеводородов.
Классификация SEC (США), в отличие от классификации SPE-PRMS, не рассматривает категории вероятных и возможных запасов, а также ресурсы.